# Pride of Lions (film)
Pride of Lions (in de Verenigde Staten op video uitgebracht als The Dependables) is een Canadese direct-naar-dvd actiefilm uit 2014 onder regie van Sidney J. Furie, met in de hoofdrollen Louis Gossett Jr., Margot Kidder, Seymour Cassel, Cedric Smith en Bo Svenson.

## Verhaal
Wanneer vijf Amerikaanse soldaten krijgsgevangen genomen worden in Afganistan en het Amerikaanse leger weinig doet om hen te redden, zetten hun grootouders, allemaal gepensioneerde ex-militairen, zelf een reddingsmissie op poten.

## Rolverdeling
| Acteur            | Personage      |
| ----------------- | -------------- |
| Louis Gossett Jr. | Lou Jones      |
| Margot Kidder     | Jean Dempsey   |
| Seymour Cassel    | Dominic Ackers |
| Bo Svenson        | Mick Skinner   |
| Cedric Smith      | Paul Stansy    |
| Tom Jackson       | Sgt. Robinson  |
| Ali Kazmi         | Razzaq         |
| Noah Reid         | Elliott Ackers |